# Mara Clara
Mara Clara es una serie de televisión filipina transmitido por ABS-CBN desde 17 de agosto de 1992 hasta el 14 de febrero de 1997. Está protagonizada por Judy Ann Santos y Gladys Reyes. En la versión de 2010, protagonizada por Kathryn Bernardo como Mara y Julia Montes como Clara también transmitido por el mismo canal desde 25 de octubre de 2010 hasta el 3 de junio de 2011.

## Reparto

### Reparto principal
- Judy Ann Santos como Mara David / del Valle.
- Gladys Reyes como Clara del Valle / David.

### Elenco secundario
- Juan Rodrigo como Amanthe del Valle.
- Beverly Vergel como Almira del Valle.
- Eruel Tongco† como Gary Davis (TV).
- William Martinez como Gary David (película).
- Susan Africa como Susan Davis.
- Noel Colet como Enrico.
- Dan Fernandez como Kardo David.
- Leni Santos como Lenita.
- Minnie Aguilar como Lagring.
- Eagle Riggs como CG.
- Wowie De Guzman como Christian.
- Rico Yan† como Derick.
- Christopher Roxas como Erris.
- Paolo Contis como Jepoy.
- Jochelle Olalia como Karen.
- Agatha Tapan como Denise.
- Carol Magallanes como Carol.
- Angelika de la Cruz como Joyce.
- Anita Linda como Aling Pacita.
- Ian Galliguez como Bekya.
- Piolo Pascual
- Tom Santos
- Anna Lumibao